# Balša Hercegović Kosača
Balša Hercegović Kosača (? - Kalnik, † iza 1499.), bosanski velikaš, titularni herceg od Svetog Save (1467.) i vojvoda (1497.). Sin je vojvode Vladislava Hercegovića († 1490.) iz bosanske velikaške obitelji Kosača i bizantske kneginje Ane Kantakuzen.
Spominje se 1463. godine, zajedno s ocem, u službi hrvatsko-ugarskog kralja Matije Korvina (1458. – 1490.). Boravio je s majkom na dubrovačkom području od 1461. do 1469. godine, kad ih je Vladislav pozvao na kalničko imanje u Slavoniju. Godine 1476. potvrdio je s majkom povlastice stanovnicima grada Brezovice, a 1492. godine spominje se među hrvatskim velikašima i plemićima koji su dali pristanak Maksimilijanu I. Habsburgovcu da bude izabran za hrvatskoga kralja.
Imao je sina Petra Balšu koji je nastavio živjeti u Kalniku.

## Vanjske poveznice
- Kosače - Hrvatski biografski leksikon  Arhivirana inačica izvorne stranice od 18. ožujka 2017. (Wayback Machine) (hrv.)